# Tour de Luxembourg 2015
La 75e édition du Tour de Luxembourg a eu lieu du 3 au 7 juin 2015. La course fait partie du calendrier UCI Europe Tour 2015 en catégorie 2.HC.
L'épreuve a été remportée par l'Allemand Linus Gerdemann (Cult Energy), vainqueur de la deuxième étape, respectivement de huit et 41 secondes devant les deux Néerlandais Marc de Maar et Huub Duyn de l'équipe Roompot Oranje Peloton.
Un autre Allemand, André Greipel (Lotto-Soudal), lauréat des première et troisième étapes, s'adjuge le classement par points tandis que le Colombien Fabio Duarte (Colombia) gagne celui de la montagne. Le Belge Oliver Naesen (Topsport Vlaanderen-Baloise) termine meilleur jeune et la formation colombienne Colombia remporte le classement de la meilleure équipe.

## Présentation

### Équipes
Classé en catégorie 2.HC de l'UCI Europe Tour, le Tour de Luxembourg est par conséquent ouvert aux WorldTeams dans la limite de 70 % des équipes participantes, aux équipes continentales professionnelles, aux équipes continentales luxembourgeoises et à une équipe nationale luxembourgeoise.
Quinze équipes participent à ce Tour de Luxembourg - deux WorldTeams, dix équipes continentales professionnelles et trois équipes continentales :
| UCI WorldTeams  | UCI WorldTeams | UCI WorldTeams |
| Nom de l'équipe | Pays           | Code           |
| --------------- | -------------- | -------------- |
| Giant-Alpecin   | Allemagne      | TGA            |
| Lotto-Soudal    | Belgique       | LTS            |

| Équipes continentales professionnelles | Équipes continentales professionnelles | Équipes continentales professionnelles |
| Nom de l'équipe                        | Pays                                   | Code                                   |
| -------------------------------------- | -------------------------------------- | -------------------------------------- |
| Bretagne-Séché Environnement           | France                                 | BSE                                    |
| Cofidis                                | France                                 | COF                                    |
| Colombia                               | Colombie                               | COL                                    |
| Cult Energy                            | Danemark                               | CLT                                    |
| Europcar                               | France                                 | EUC                                    |
| MTN-Qhubeka                            | Afrique du Sud                         | MTN                                    |
| Roompot Oranje Peloton                 | Pays-Bas                               | ROP                                    |
| Topsport Vlaanderen-Baloise            | Belgique                               | TSV                                    |
| UnitedHealthcare                       | États-Unis                             | UHC                                    |
| Wanty-Groupe Gobert                    | Belgique                               | WGG                                    |

| Équipes continentales | Équipes continentales | Équipes continentales |
| Nom de l'équipe       | Pays                  | Code                  |
| --------------------- | --------------------- | --------------------- |
| Differdange-Losch     | Luxembourg            | CCD                   |
| Leopard Development   | Luxembourg            | LDT                   |
| Wallonie-Bruxelles    | Belgique              | WBC                   |

### Règlement de la course

#### Primes
Les vingt prix sont attribués suivant le barème de l'UCI,. Le total général des prix distribués est de 30 278 €.
| Position           | 1er     | 2e      | 3e      | 4e    | 5e    | 6e    | 7e    | 8e    | 9e    | 10e à 20e |
| Classement général | 6 040 € | 3 040 € | 1 510 € | 757 € | 606 € | 455 € | 455 € | 302 € | 302 € | 152 €     |
| Par étape          | 3 615 € | 1 805 € | 905 €   | 455 € | 365 € | 269 € | 269 € | 180 € | 180 € | 92 €      |
| Par demi-étape     | 2 425 € | 1 235 € | 605 €   | 302 € | 241 € | 186 € | 186 € | 122 € | 122 € | 60 €      |

## Étapes
Cette édition du Tour de Luxembourg est constituée d'un prologue et de quatre étapes en ligne, réparties sur cinq jours pour un total de 718,9 kilomètres à parcourir.
| Étape     | Date   | Villes étapes           |                 | Distance (km) | Vainqueur d’étape | Leader du classement général |
| --------- | ------ | ----------------------- | --------------- | ------------- | ----------------- | ---------------------------- |
| Prologue  | 3 juin | Luxembourg - Luxembourg | Prologue        | 2,67          | Adrien Petit      | Adrien Petit                 |
| 1re étape | 4 juin | Luxembourg - Clemency   | Étape de plaine | 212,6         | André Greipel     | André Greipel                |
| 2e étape  | 5 juin | Ell - Walferdange       | Étape vallonnée | 185           | Linus Gerdemann   | Linus Gerdemann              |
| 3e étape  | 6 juin | Eschweiler - Diekirch   | Étape vallonnée | 161,3         | André Greipel     | Linus Gerdemann              |
| 4e étape  | 7 juin | Mersch - Luxembourg     | Étape vallonnée | 156           | Sean De Bie       | Linus Gerdemann              |

## Déroulement de la course

### Prologue
| Classement de l'étape | Classement de l'étape | Classement de l'étape | Classement de l'étape        | Classement de l'étape |
|                       | Coureur               | Pays                  | Équipe                       | Temps                 |
| --------------------- | --------------------- | --------------------- | ---------------------------- | --------------------- |
| 1er                   | Adrien Petit          | France                | Cofidis                      | en 3 min 58 s         |
| 2e                    | Bryan Coquard         | France                | Europcar                     | + 3 s                 |
| 3e                    | Arnaud Gérard         | France                | Bretagne-Séché Environnement | + 4 s                 |
| 4e                    | Jimmy Engoulvent      | France                | Europcar                     | + 4 s                 |
| 5e                    | Cyril Lemoine         | France                | Cofidis                      | + 6 s                 |
| 6e                    | Ramon Sinkeldam       | Pays-Bas              | Giant-Alpecin                | + 7 s                 |
| 7e                    | Alex Kirsch           | Luxembourg            | Cult Energy                  | + 7 s                 |
| 8e                    | Edward Theuns         | Belgique              | Topsport Vlaanderen-Baloise  | + 7 s                 |
| 9e                    | Marcel Sieberg        | Allemagne             | Lotto-Soudal                 | + 8 s                 |
| 10e                   | Pieter Vanspeybrouck  | Belgique              | Topsport Vlaanderen-Baloise  | + 8 s                 |
| modifier              |                       |                       |                              |                       |

| Classement général | Classement général   | Classement général | Classement général           | Classement général |
|                    | Coureur              | Pays               | Équipe                       | Temps              |
| ------------------ | -------------------- | ------------------ | ---------------------------- | ------------------ |
| 1er                | Adrien Petit         | France             | Cofidis                      | en 3 min 58 s      |
| 2e                 | Bryan Coquard        | France             | Europcar                     | + 3 s              |
| 3e                 | Arnaud Gérard        | France             | Bretagne-Séché Environnement | + 4 s              |
| 4e                 | Jimmy Engoulvent     | France             | Europcar                     | + 4 s              |
| 5e                 | Cyril Lemoine        | France             | Cofidis                      | + 6 s              |
| 6e                 | Ramon Sinkeldam      | Pays-Bas           | Giant-Alpecin                | + 7 s              |
| 7e                 | Alex Kirsch          | Luxembourg         | Cult Energy                  | + 7 s              |
| 8e                 | Edward Theuns        | Belgique           | Topsport Vlaanderen-Baloise  | + 7 s              |
| 9e                 | Marcel Sieberg       | Allemagne          | Lotto-Soudal                 | + 8 s              |
| 10e                | Pieter Vanspeybrouck | Belgique           | Topsport Vlaanderen-Baloise  | + 8 s              |
| modifier           |                      |                    |                              |                    |

### 1reétape
| Classement de l'étape | Classement de l'étape | Classement de l'étape | Classement de l'étape | Classement de l'étape |
|                       | Coureur               | Pays                  | Équipe                | Temps                 |
| --------------------- | --------------------- | --------------------- | --------------------- | --------------------- |
| 1er                   | André Greipel         | Allemagne             | Lotto-Soudal          | en 5 h 25 min 7 s     |
| 2e                    | Enrico Gasparotto     | Italie                | Wanty-Groupe Gobert   | m.t                   |
| 3e                    | Daniele Ratto         | Italie                | UnitedHealthcare      | m.t                   |
| 4e                    | Adrien Petit          | France                | Cofidis               | m.t                   |
| 5e                    | Kristian Sbaragli     | Italie                | MTN-Qhubeka           | m.t                   |
| 6e                    | Gerald Ciolek         | Allemagne             | MTN-Qhubeka           | m.t                   |
| 7e                    | Ramon Sinkeldam       | Pays-Bas              | Giant-Alpecin         | m.t                   |
| 8e                    | Alexander Krieger     | Allemagne             | Leopard Development   | m.t                   |
| 9e                    | Antoine Demoitié      | Belgique              | Wallonie-Bruxelles    | m.t                   |
| 10e                   | Bryan Coquard         | France                | Europcar              | m.t                   |
| modifier              |                       |                       |                       |                       |

| Classement général | Classement général | Classement général | Classement général           | Classement général |
|                    | Coureur            | Pays               | Équipe                       | Temps              |
| ------------------ | ------------------ | ------------------ | ---------------------------- | ------------------ |
| 1er                | André Greipel      | Allemagne          | Lotto-Soudal                 | en 5 h 29 min 4 s  |
| 2e                 | Adrien Petit       | France             | Cofidis                      | + 1 s              |
| 3e                 | Bryan Coquard      | France             | Europcar                     | + 4 s              |
| 4e                 | Arnaud Gérard      | France             | Bretagne-Séché Environnement | + 5 s              |
| 5e                 | Jimmy Engoulvent   | France             | Europcar                     | + 5 s              |
| 6e                 | Enrico Gasparotto  | Italie             | Wanty-Groupe Gobert          | + 7 s              |
| 7e                 | Cyril Lemoine      | France             | Cofidis                      | + 7 s              |
| 8e                 | Ramon Sinkeldam    | Pays-Bas           | Giant-Alpecin                | + 8 s              |
| 9e                 | Alex Kirsch        | Luxembourg         | Cult Energy                  | + 8 s              |
| 10e                | Edward Theuns      | Belgique           | Topsport Vlaanderen-Baloise  | + 8 s              |
| modifier           |                    |                    |                              |                    |

### 2eétape
| Classement de l'étape | Classement de l'étape | Classement de l'étape | Classement de l'étape        | Classement de l'étape |
|                       | Coureur               | Pays                  | Équipe                       | Temps                 |
| --------------------- | --------------------- | --------------------- | ---------------------------- | --------------------- |
| 1er                   | Linus Gerdemann       | Allemagne             | Cult Energy                  | en 4 h 50 min 43 s    |
| 2e                    | Marc de Maar          | Pays-Bas              | Roompot Oranje Peloton       | + 0 s                 |
| 3e                    | Jelle Wallays         | Belgique              | Topsport Vlaanderen-Baloise  | + 37 s                |
| 4e                    | Huub Duyn             | Pays-Bas              | Roompot Oranje Peloton       | + 37 s                |
| 5e                    | Miguel Ángel Rubiano  | Colombie              | Colombia                     | + 44 s                |
| 6e                    | Kristian Sbaragli     | Italie                | MTN-Qhubeka                  | + 47 s                |
| 7e                    | Oliver Naesen         | Belgique              | Topsport Vlaanderen-Baloise  | + 47 s                |
| 8e                    | Fabian Wegmann        | Allemagne             | Cult Energy                  | + 47 s                |
| 9e                    | Florian Vachon        | France                | Bretagne-Séché Environnement | + 47 s                |
| 10e                   | Joël Zangerlé         | Luxembourg            | Cult Energy                  | + 47 s                |
| modifier              |                       |                       |                              |                       |

| Classement général | Classement général | Classement général | Classement général           | Classement général  |
|                    | Coureur            | Pays               | Équipe                       | Temps               |
| ------------------ | ------------------ | ------------------ | ---------------------------- | ------------------- |
| 1er                | Linus Gerdemann    | Allemagne          | Cult Energy                  | en 10 h 19 min 54 s |
| 2e                 | Marc de Maar       | Pays-Bas           | Roompot Oranje Peloton       | + 8 s               |
| 3e                 | Huub Duyn          | Pays-Bas           | Roompot Oranje Peloton       | + 41 s              |
| 4e                 | Jelle Wallays      | Belgique           | Topsport Vlaanderen-Baloise  | + 42 s              |
| 5e                 | Rudy Molard        | France             | Cofidis                      | + 50 s              |
| 6e                 | Oliver Naesen      | Belgique           | Topsport Vlaanderen-Baloise  | + 51 s              |
| 7e                 | Yoann Bagot        | France             | Cofidis                      | + 54 s              |
| 8e                 | Florian Vachon     | France             | Bretagne-Séché Environnement | + 54 s              |
| 9e                 | Fabian Wegmann     | Allemagne          | Cult Energy                  | + 58 s              |
| 10e                | Stijn Steels       | Belgique           | Topsport Vlaanderen-Baloise  | + 58 s              |
| modifier           |                    |                    |                              |                     |

### 3eétape
| Classement de l'étape | Classement de l'étape | Classement de l'étape | Classement de l'étape | Classement de l'étape |
|                       | Coureur               | Pays                  | Équipe                | Temps                 |
| --------------------- | --------------------- | --------------------- | --------------------- | --------------------- |
| 1er                   | André Greipel         | Allemagne             | Lotto-Soudal          | en 4 h 1 min 8 s      |
| 2e                    | Lars van der Haar     | Pays-Bas              | Giant-Alpecin         | m.t                   |
| 3e                    | Enrico Gasparotto     | Italie                | Wanty-Groupe Gobert   | m.t                   |
| 4e                    | Kristian Sbaragli     | Italie                | MTN-Qhubeka           | m.t                   |
| 5e                    | Christian Mager       | Allemagne             | Cult Energy           | m.t                   |
| 6e                    | Kristian Haugaard     | Danemark              | Leopard Development   | m.t                   |
| 7e                    | James Vanlandschoot   | Belgique              | Wanty-Groupe Gobert   | m.t                   |
| 8e                    | Alessandro Bazzana    | Italie                | UnitedHealthcare      | m.t                   |
| 9e                    | Miguel Ángel Rubiano  | Colombie              | Colombia              | m.t                   |
| 10e                   | Tony Hurel            | France                | Europcar              | m.t                   |
| modifier              |                       |                       |                       |                       |

| Classement général | Classement général | Classement général | Classement général           | Classement général |
|                    | Coureur            | Pays               | Équipe                       | Temps              |
| ------------------ | ------------------ | ------------------ | ---------------------------- | ------------------ |
| 1er                | Linus Gerdemann    | Allemagne          | Cult Energy                  | en 14 h 21 min 2 s |
| 2e                 | Marc de Maar       | Pays-Bas           | Roompot Oranje Peloton       | + 8 s              |
| 3e                 | Huub Duyn          | Pays-Bas           | Roompot Oranje Peloton       | + 41 s             |
| 4e                 | Jelle Wallays      | Belgique           | Topsport Vlaanderen-Baloise  | + 42 s             |
| 5e                 | Rudy Molard        | France             | Cofidis                      | + 50 s             |
| 6e                 | Oliver Naesen      | Belgique           | Topsport Vlaanderen-Baloise  | + 51 s             |
| 7e                 | Yoann Bagot        | France             | Cofidis                      | + 54 s             |
| 8e                 | Florian Vachon     | France             | Bretagne-Séché Environnement | + 54 s             |
| 9e                 | Fabian Wegmann     | Allemagne          | Cult Energy                  | + 58 s             |
| 10e                | Kristian Sbaragli  | Italie             | MTN-Qhubeka                  | + 1 min 1 s        |
| modifier           |                    |                    |                              |                    |

### 4eétape
| Classement de l'étape | Classement de l'étape | Classement de l'étape | Classement de l'étape        | Classement de l'étape |
|                       | Coureur               | Pays                  | Équipe                       | Temps                 |
| --------------------- | --------------------- | --------------------- | ---------------------------- | --------------------- |
| 1er                   | Sean De Bie           | Belgique              | Lotto-Soudal                 | en 3 h 51 min 6 s     |
| 2e                    | Leonardo Duque        | Colombie              | Colombia                     | + 0 s                 |
| 3e                    | Björn Leukemans       | Belgique              | Wanty-Groupe Gobert          | + 0 s                 |
| 4e                    | Kenneth Vanbilsen     | Belgique              | Cofidis                      | + 0 s                 |
| 5e                    | Jacobus Venter        | Afrique du Sud        | MTN-Qhubeka                  | + 2 s                 |
| 6e                    | Kristian Haugaard     | Danemark              | Leopard Development          | + 21 s                |
| 7e                    | Jimmy Engoulvent      | France                | Europcar                     | + 21 s                |
| 8e                    | Antoine Demoitié      | Belgique              | Wallonie-Bruxelles           | + 29 s                |
| 9e                    | Enrico Gasparotto     | Italie                | Wanty-Groupe Gobert          | + 37 s                |
| 10e                   | Florian Vachon        | France                | Bretagne-Séché Environnement | + 43 s                |
| modifier              |                       |                       |                              |                       |

## Classements finals

### Classement général final
| Classement général final | Classement général final | Classement général final | Classement général final     | Classement général final |
|                          | Coureur                  | Pays                     | Équipe                       | Temps                    |
| ------------------------ | ------------------------ | ------------------------ | ---------------------------- | ------------------------ |
| 1er                      | Linus Gerdemann          | Allemagne                | Cult Energy                  | en 18 h 12 min 51 s      |
| 2e                       | Marc de Maar             | Pays-Bas                 | Roompot Oranje Peloton       | + 8 s                    |
| 3e                       | Huub Duyn                | Pays-Bas                 | Roompot Oranje Peloton       | + 41 s                   |
| 4e                       | Jelle Wallays            | Belgique                 | Topsport Vlaanderen-Baloise  | + 42 s                   |
| 5e                       | Rudy Molard              | France                   | Cofidis                      | + 50 s                   |
| 6e                       | Oliver Naesen            | Belgique                 | Topsport Vlaanderen-Baloise  | + 51 s                   |
| 7e                       | Yoann Bagot              | France                   | Cofidis                      | + 54 s                   |
| 8e                       | Florian Vachon           | France                   | Bretagne-Séché Environnement | + 54 s                   |
| 9e                       | Kristian Sbaragli        | Italie                   | MTN-Qhubeka                  | + 1 min 1 s              |
| 10e                      | Miguel Ángel Rubiano     | Colombie                 | Colombia                     | + 1 min 1 s              |
| modifier                 |                          |                          |                              |                          |

### Classements annexes
| Classement par points | Classement par points | Classement par points | Classement par points | Classement par points |
| --------------------- | --------------------- | --------------------- | --------------------- | --------------------- |
|                       | Coureur               | Pays                  | Équipe                | Point(s)              |
| 1er                   | André Greipel         | Allemagne             | Lotto-Soudal          | 40 points             |
| 2e                    | Enrico Gasparotto     | Italie                | Wanty-Groupe Gobert   | 31 pts                |
| 3e                    | Kristian Sbaragli     | Italie                | MTN-Qhubeka           | 27 pts                |
| modifier              |                       |                       |                       |                       |

| Classement de la montagne | Classement de la montagne | Classement de la montagne | Classement de la montagne | Classement de la montagne |
| ------------------------- | ------------------------- | ------------------------- | ------------------------- | ------------------------- |
|                           | Coureur                   | Pays                      | Équipe                    | Point(s)                  |
| 1er                       | Fabio Duarte              | Colombie                  | Colombia                  | 39 points                 |
| 2e                        | Rodolfo Torres            | Colombie                  | Colombia                  | 38 pts                    |
| 3e                        | Björn Leukemans           | Belgique                  | Wanty-Groupe Gobert       | 19 pts                    |
| modifier                  |                           |                           |                           |                           |

| Classement du meilleur jeune | Classement du meilleur jeune | Classement du meilleur jeune | Classement du meilleur jeune | Classement du meilleur jeune |
|                              | Coureur                      | Pays                         | Équipe                       | Temps                        |
| ---------------------------- | ---------------------------- | ---------------------------- | ---------------------------- | ---------------------------- |
| 1er                          | Oliver Naesen                | Belgique                     | Topsport Vlaanderen-Baloise  | en 18 h 13 min 42 s          |
| 2e                           | Kristian Sbaragli            | Italie                       | MTN-Qhubeka                  | + 10 s                       |
| 3e                           | Kévin Ledanois               | France                       | Bretagne-Séché Environnement | + 1 min 1 s                  |
| modifier                     |                              |                              |                              |                              |

| Classement par équipes | Classement par équipes | Classement par équipes | Classement par équipes |
|                        | Équipe                 | Pays                   | Temps                  |
| ---------------------- | ---------------------- | ---------------------- | ---------------------- |
| 1re                    | Colombia               | Colombie               | en 54 h 41 min 30 s    |
| 2e                     | Cofidis                | France                 | + 17 s                 |
| 3e                     | Roompot Oranje Peloton | Pays-Bas               | + 28 s                 |
| modifier               |                        |                        |                        |

### UCI Europe Tour
Ce Tour de Luxembourg attribue des points pour l'UCI Europe Tour 2015, par équipes seulement aux coureurs des équipes continentales professionnelles et continentales, individuellement à tous les coureurs sauf ceux faisant partie d'une équipe ayant un label WorldTeam.
| Position,          | 1er | 2e | 3e | 4e | 5e | 6e | 7e | 8e | 9e | 10e | 11e | 12e | 13e | 14e | 15e |
| Classement général | 100 | 70 | 40 | 30 | 25 | 20 | 15 | 10 | 9  | 8   | 7   | 6   | 5   | 4   | 3   |
| Par étape          | 20  | 14 | 8  | 7  | 6  | 5  | 4  | 2  |    |     |     |     |     |     |     |
| Leader, par étape  | 10  |    |    |    |    |    |    |    |    |     |     |     |     |     |     |

| Cycliste             | Équipe                       | Général | Étape | Leader | Total |
| -------------------- | ---------------------------- | ------- | ----- | ------ | ----- |
| Linus Gerdemann      | Cult Energy                  | 100     | 20    | 20     | 140   |
| Marc de Maar         | Roompot Oranje Peloton       | 70      | 14    | -      | 84    |
| Huub Duyn            | Roompot Oranje Peloton       | 40      | 7     | -      | 47    |
| Jelle Wallays        | Topsport Vlaanderen-Baloise  | 30      | 8     | -      | 38    |
| Adrien Petit         | Cofidis                      | -       | 27    | 10     | 37    |
| Enrico Gasparotto    | Wanty-Groupe Gobert          | 5       | 22    | -      | 27    |
| Kristian Sbaragli    | MTN-Qhubeka                  | 9       | 18    | -      | 27    |
| Rudy Molard          | Cofidis                      | 25      | -     | -      | 25    |
| Oliver Naesen        | Topsport Vlaanderen-Baloise  | 20      | 4     | -      | 24    |
| Yoann Bagot          | Cofidis                      | 15      | -     | -      | 15    |
| Bryan Coquard        | Europcar                     | -       | 14    | -      | 14    |
| Leonardo Duque       | Colombia                     | -       | 14    | -      | 14    |
| Miguel Ángel Rubiano | Colombia                     | 8       | 6     | -      | 14    |
| Jimmy Engoulvent     | Europcar                     | -       | 11    | -      | 11    |
| Kristian Haugaard    | Leopard Development          | -       | 10    | -      | 10    |
| Florian Vachon       | Bretagne-Séché Environnement | 10      | -     | -      | 10    |
| Arnaud Gérard        | Bretagne-Séché Environnement | -       | 8     | -      | 8     |
| Björn Leukemans      | Wanty-Groupe Gobert          | -       | 8     | -      | 8     |
| Daniele Ratto        | UnitedHealthcare             | -       | 8     | -      | 8     |
| Fabian Wegmann       | Cult Energy                  | 6       | 2     | -      | 8     |
| Fabio Duarte         | Colombia                     | 7       | -     | -      | 7     |
| Kenneth Vanbilsen    | Cofidis                      | -       | 7     | -      | 7     |
| Cyril Lemoine        | Cofidis                      | -       | 6     | -      | 6     |
| Christian Mager      | Cult Energy                  | -       | 6     | -      | 6     |
| Jacobus Venter       | MTN-Qhubeka                  | -       | 6     | -      | 6     |
| Gerald Ciolek        | MTN-Qhubeka                  | -       | 5     | -      | 5     |
| Alex Kirsch          | Cult Energy                  | -       | 4     | -      | 4     |
| Kévin Ledanois       | Bretagne-Séché Environnement | 4       | -     | -      | 4     |
| James Vanlandschoot  | Topsport Vlaanderen-Baloise  | -       | 4     | -      | 4     |
| Alessandro Bazzana   | UnitedHealthcare             | -       | 2     | -      | 2     |
| Antoine Demoitié     | Wallonie-Bruxelles           | -       | 2     | -      | 2     |
| Alexander Krieger    | Leopard Development          | -       | 2     | -      | 2     |
| Edward Theuns        | Topsport Vlaanderen-Baloise  | -       | 2     | -      | 2     |

## Évolution des classements
| Étape              | Vainqueur          | Classement général | Classement par points | Classement de la montagne | Classement du meilleur jeune | Classement par équipes |
| ------------------ | ------------------ | ------------------ | --------------------- | ------------------------- | ---------------------------- | ---------------------- |
| P                  | Adrien Petit       | Adrien Petit       | Non décerné           | Non décerné               | Adrien Petit                 | Cofidis                |
| 1                  | André Greipel      | André Greipel      | André Greipel         | Tom Devriendt             | Adrien Petit                 | Cofidis                |
| 2                  | Linus Gerdemann    | Linus Gerdemann    | Linus Gerdemann       | Fabio Duarte              | Oliver Naesen                | Cult Energy            |
| 3                  | André Greipel      | Linus Gerdemann    | André Greipel         | Fabio Duarte              | Oliver Naesen                | Cult Energy            |
| 4                  | Sean De Bie        | Linus Gerdemann    | André Greipel         | Fabio Duarte              | Oliver Naesen                | Colombia               |
| Classements finals | Classements finals | Linus Gerdemann    | André Greipel         | Fabio Duarte              | Oliver Naesen                | Colombia               |

## Liste des participants
- Liste de départ complète

| Légende                             | Légende                                                                                                  | Légende                                | Légende                                                                                                  |
| ----------------------------------- | --- | -------------------------------------- | --- |
| Num                                 | Dossard de départ porté par le coureur sur ce Tour de Luxembourg                                         | Pos                                    | Position finale au classement général                                                                    |
| Leader du classement général        | Indique le vainqueur du classement général                                                               | Leader du classement par points        | Indique le vainqueur du classement par points                                                            |
| Leader du classement de la montagne | Indique le vainqueur du classement de la montagne                                                        | Leader du classement du meilleur jeune | Indique le vainqueur du classement du meilleur jeune                                                     |
|                                     | Indique un maillot de champion national ou mondial, suivi de sa spécialité                               | #                                      | Indique la meilleure équipe                                                                              |
| NP                                  | Indique un coureur qui n'a pas pris le départ d'une étape, suivi du numéro de l'étape où il s'est retiré | AB                                     | Indique un coureur qui n'a pas terminé une étape, suivi du numéro de l'étape où il s'est retiré          |
| HD                                  | Indique un coureur qui a terminé une étape hors des délais, suivi du numéro de l'étape                   | *                                      | Indique un coureur en lice pour le classement du meilleur jeune (coureurs nés après le 1er janvier 1990) |

| Lotto-Soudal LTS                | Lotto-Soudal LTS               | Lotto-Soudal LTS |
| ------------------------------- | ------------------------------ | ---------------- |
| Num                             | Coureur                        | Pos              |
| 1                               | Sean De Bie (BEL)*             | 51e              |
| 2                               | Kenny Dehaes (BEL)             | AB-4             |
| 3                               | Jens Debusschere (BEL) (Route) | 56e              |
| 4                               | André Greipel (GER) (Route)    | 60e              |
| 5                               | Gregory Henderson (NZL)        | AB-4             |
| 6                               | Marcel Sieberg (GER)           | 61e              |
| 7                               | Boris Vallée (BEL)*            | NP-3             |
| 8                               | Dennis Vanendert (BEL)         | 29e              |
| Directeur sportif : Mario Aerts |                                |                  |

| Giant-Alpecin TGA               | Giant-Alpecin TGA         | Giant-Alpecin TGA |
| ------------------------------- | ------------------------- | ----------------- |
| Num                             | Coureur                   | Pos               |
| 11                              | Roy Curvers (NED)         | 72e               |
| 12                              | Johannes Fröhlinger (GER) | 55e               |
| 13                              | Carter Jones (USA)        | 36e               |
| 14                              |                           |                   |
| 15                              | Georg Preidler (AUT)*     | 15e               |
| 16                              | Ramon Sinkeldam (NED)     | AB-4              |
| 17                              | Lars van der Haar (NED)*  | 32e               |
| 18                              | Zico Waeytens (BEL)*      | AB-4              |
| Directeur sportif : Addy Engels |                           |                   |

| Cofidis COF                         | Cofidis COF               | Cofidis COF |
| ----------------------------------- | ------------------------- | ----------- |
| Num                                 | Coureur                   | Pos         |
| 21                                  | Yoann Bagot (FRA)         | 7e          |
| 22                                  | Romain Hardy (FRA)        | AB-4        |
| 23                                  | Cyril Lemoine (FRA)       | AB-4        |
| 24                                  | Rudy Molard (FRA)         | 5e          |
| 25                                  | Adrien Petit (FRA)*       | AB-4        |
| 26                                  | Dominique Rollin (CAN)    | 76e         |
| 27                                  | Kenneth Vanbilsen (BEL)*  | 75e         |
| 28                                  | Michael Van Staeyen (BEL) | 78e         |
| Directeur sportif : Jacques Decrion |                           |             |

| Europcar EUC                          | Europcar EUC              | Europcar EUC |
| ------------------------------------- | ------------------------- | ------------ |
| Num                                   | Coureur                   | Pos          |
| 31                                    | Giovanni Bernaudeau (FRA) | AB-4         |
| 32                                    | Bryan Coquard (FRA)*      | 68e          |
| 33                                    | Jérôme Cousin (FRA)       | 43e          |
| 34                                    | Tony Hurel (FRA)          | 62e          |
| 35                                    | Antoine Duchesne (CAN)*   | 21e          |
| 36                                    | Jimmy Engoulvent (FRA)    | 73e          |
| 37                                    | Yohann Gène (FRA)         | 71e          |
| 38                                    | Angélo Tulik (FRA)*       | 26e          |
| Directeur sportif : Dominique Arnould |                           |              |

| MTN-Qhubeka MTN                       | MTN-Qhubeka MTN          | MTN-Qhubeka MTN |
| ------------------------------------- | ------------------------ | --------------- |
| Num                                   | Coureur                  | Pos             |
| 41                                    | Matthew Brammeier (IRL)  | AB-4            |
| 42                                    | Gerald Ciolek (GER)      | 17e             |
| 43                                    | Andreas Stauff (GER)     | 83e             |
| 44                                    | Jay Robert Thomson (RSA) | AB-4            |
| 45                                    | Adrien Niyonshuti (RWA)  | AB-4            |
| 46                                    | Jacobus Venter (RSA)     | 42e             |
| 47                                    | Youcef Reguigui (ALG)*   | AB-3            |
| 48                                    | Kristian Sbaragli (ITA)* | 9e              |
| Directeur sportif : Michel Cornelisse |                          |                 |

| Bretagne-Séché Environnement BSE      | Bretagne-Séché Environnement BSE | Bretagne-Séché Environnement BSE |
| ------------------------------------- | -------------------------------- | -------------------------------- |
| Num                                   | Coureur                          | Pos                              |
| 51                                    | Frédéric Brun (FRA)              | 27e                              |
| 52                                    | Romain Feillu (FRA)              | 65e                              |
| 53                                    | Armindo Fonseca (FRA)            | 16e                              |
| 54                                    | Arnaud Gérard (FRA)              | 23e                              |
| 55                                    | Florian Guillou (FRA)            | AB-4                             |
| 56                                    | Jonathan Hivert (FRA)            | AB-3                             |
| 57                                    | Kévin Ledanois (FRA)*            | 14e                              |
| 58                                    | Florian Vachon (FRA)             | 8e                               |
| Directeur sportif : Sébastien Hinault |                                  |                                  |

| Wanty-Groupe Gobert WGG                      | Wanty-Groupe Gobert WGG   | Wanty-Groupe Gobert WGG |
| -------------------------------------------- | ------------------------- | ----------------------- |
| Num                                          | Coureur                   | Pos                     |
| 61                                           | Simone Antonini (ITA)*    | 58e                     |
| 62                                           |                           |                         |
| 63                                           | Tom Devriendt (BEL)*      | AB-4                    |
| 64                                           | Boris Dron (BEL)          | AB-4                    |
| 65                                           | Enrico Gasparotto (ITA)   | 13e                     |
| 66                                           | Björn Leukemans (BEL)     | 37e                     |
| 67                                           | James Vanlandschoot (BEL) | 44e                     |
| 68                                           | Frederik Veuchelen (BEL)  | 50e                     |
| Directeur sportif : Hilaire Van der Schueren |                           |                         |

| Topsport Vlaanderen-Baloise TSV       | Topsport Vlaanderen-Baloise TSV | Topsport Vlaanderen-Baloise TSV |
| ------------------------------------- | ------------------------------- | ------------------------------- |
| Num                                   | Coureur                         | Pos                             |
| 71                                    | Kenny De Ketele (BEL)           | 35e                             |
| 72                                    | Stijn Steels (BEL)              | AB-4                            |
| 73                                    | Oliver Naesen (BEL)*            | 6e                              |
| 74                                    | Edward Theuns (BEL)*            | AB-4                            |
| 75                                    | Bert Van Lerberghe (BEL)*       | AB-4                            |
| 76                                    | Otto Vergaerde (BEL)*           | 41e                             |
| 77                                    | Pieter Vanspeybrouck (BEL)      | AB-4                            |
| 78                                    | Jelle Wallays (BEL)             | 4e                              |
| Directeur sportif : Walter Planckaert |                                 |                                 |

| Roompot Oranje Peloton ROP          | Roompot Oranje Peloton ROP | Roompot Oranje Peloton ROP |
| ----------------------------------- | -------------------------- | -------------------------- |
| Num                                 | Coureur                    | Pos                        |
| 81                                  | Marc de Maar (NED)         | 2e                         |
| 82                                  | Huub Duyn (NED)            | 3e                         |
| 83                                  | Brian van Goethem (NED)*   | 80e                        |
| 84                                  | Johnny Hoogerland (NED)    | 54e                        |
| 85                                  | Maurits Lammertink (NED)*  | 22e                        |
| 86                                  | Ivar Slik (NED)*           | 79e                        |
| 87                                  | Mike Terpstra (NED)        | 52e                        |
| 88                                  | Sjoerd van Ginneken (NED)* | 57e                        |
| Directeur sportif : Michael Boogerd |                            |                            |

| UnitedHealthcare UHC               | UnitedHealthcare UHC     | UnitedHealthcare UHC |
| ---------------------------------- | ------------------------ | -------------------- |
| Num                                | Coureur                  | Pos                  |
| 91                                 | Alessandro Bazzana (ITA) | 24e                  |
| 92                                 |                          |                      |
| 93                                 | Robert Förster (GER)     | AB-4                 |
| 94                                 | Davide Frattini (ITA)    | 46e                  |
| 95                                 |                          |                      |
| 96                                 | Christopher Jones (USA)  | 20e                  |
| 97                                 | Daniele Ratto (ITA)      | AB-4                 |
| 98                                 | Federico Zurlo (ITA)*    | 66e                  |
| Directeur sportif : Hendrik Redant |                          |                      |

| Cult Energy CLT                  | Cult Energy CLT        | Cult Energy CLT |
| -------------------------------- | ---------------------- | --------------- |
| Num                              | Coureur                | Pos             |
| 101                              | Russell Downing (GBR)  | 81e             |
| 102                              | Linus Gerdemann (GER)  | 1er             |
| 103                              | Alex Kirsch (LUX)*     | AB-4            |
| 104                              | Christian Mager (GER)* | 33e             |
| 105                              | Martin Mortensen (DEN) | 40e             |
| 106                              | Troels Vinther (DEN)   | 45e             |
| 107                              | Fabian Wegmann (GER)   | 12e             |
| 108                              | Joël Zangerlé (LUX)    | 31e             |
| Directeur sportif : Luke Roberts |                        |                 |

| Colombia # COL                      | Colombia # COL             | Colombia # COL |
| ----------------------------------- | -------------------------- | -------------- |
| Num                                 | Coureur                    | Pos            |
| 111                                 | Edwin Ávila (COL)          | 30e            |
| 112                                 | Alex Cano (COL)            | 39e            |
| 113                                 | Fabio Duarte (COL)         | 11e            |
| 114                                 | Leonardo Duque (COL)       | 38e            |
| 115                                 | Carlos Quintero (COL)      | 28e            |
| 116                                 | Brayan Ramírez (COL)*      | 59e            |
| 117                                 | Miguel Ángel Rubiano (COL) | 10e            |
| 118                                 | Rodolfo Torres (COL)       | 18e            |
| Directeur sportif : Valerio Tebaldi |                            |                |

| Wallonie-Bruxelles WBC                | Wallonie-Bruxelles WBC   | Wallonie-Bruxelles WBC |
| ------------------------------------- | ------------------------ | ---------------------- |
| Num                                   | Coureur                  | Pos                    |
| 121                                   | Olivier Chevalier (BEL)* | 74e                    |
| 122                                   | Sébastien Delfosse (BEL) | 70e                    |
| 123                                   | Antoine Demoitié (BEL)*  | 49e                    |
| 124                                   | Loïc Pestiaux (BEL)*     | 77e                    |
| 125                                   | Laurent Évrard (BEL)*    | 47e                    |
| 126                                   | Grégory Habeaux (BEL)    | 19e                    |
| 127                                   | Julien Stassen (BEL)     | 53e                    |
| 128                                   | Thomas Wertz (BEL)*      | 64e                    |
| Directeur sportif : Frédéric Amorison |                          |                        |

| Leopard Development LDT          | Leopard Development LDT  | Leopard Development LDT |
| -------------------------------- | ------------------------ | ----------------------- |
| Num                              | Coureur                  | Pos                     |
| 131                              | Jan Dieteren (GER)*      | 69e                     |
| 132                              | Kevin Feiereisen (LUX)*  | AB-4                    |
| 133                              | Kristian Haugaard (DEN)* | 67e                     |
| 134                              | Alexander Krieger (GER)* | 63e                     |
| 135                              | Luc Turchi (LUX)*        | AB-4                    |
| 136                              | Patrick Olesen (DEN)*    | 25e                     |
| 137                              | Pit Schlechter (LUX)*    | AB-3                    |
| 138                              | Tom Wirtgen (LUX)*       | 84e                     |
| Directeur sportif : Tom Flammang |                          |                         |

| Differdange-Losch CCD                | Differdange-Losch CCD    | Differdange-Losch CCD |
| ------------------------------------ | ------------------------ | --------------------- |
| Num                                  | Coureur                  | Pos                   |
| 141                                  | Rick Ampler (GER)        | AB-4                  |
| 142                                  | Johan Coenen (BEL)       | 34e                   |
| 143                                  | Jānis Dakteris (LAT)*    | 85e                   |
| 144                                  | Thomas Deruette (BEL)*   | AB-4                  |
| 145                                  | Krisztián Lovassy (HUN)  | 82e                   |
| 146                                  | Pontus Kastemyr (SWE)*   | AB-2                  |
| 147                                  | Cedric Raymackers (BEL)* | AB-3                  |
| 148                                  | Tom Thill (LUX)*         | 48e                   |
| Directeur sportif : Francis Da Silva |                          |                       |